# Apostoł Popow
Apostoł Aleksandrow Popow (bułg. Апостол Александров Попов, ur. 22 grudnia 1982 w Płowdiwie) – piłkarz bułgarski grający na pozycji środkowego obrońcy lub defensywnego pomocnika. Od 2015 roku jest zawodnikiem klubu CS Universitatea Craiova.

## Kariera klubowa
Swoją karierę piłkarską Popow rozpoczął w klubie Spartak Płowdiw. W 2003 roku awansował do kadry pierwszego zespołu Spartaka i w sezonie 2003/2004 zadebiutował w jego barwach w trzeciej lidze bułgarskiej. W 2005 roku odszedł do drugoligowego klubu Belite orli Plewen. Grał w nim w sezonie 2005/2006 oraz jesienią 2006. Na początku 2007 roku został zawodnikiem PFK Chaskowo i występował w nim do końca tamtego roku.
Na początku 2008 roku Popow został piłkarzem pierwszoligowego Botewu Płowdiw. W nim zadebiutował 1 marca 2008 w zwycięskim 2:0 meczu ze Spartakiem Warna. W Botewie grał w rundzie wiosennej sezonu 2007/2008 oraz w sezonie 2008/2009.
W 2009 roku Popow podpisał kontrakt z CSKA Sofia. W CSKA swój debiut zanotował 23 sierpnia 2009 w zwycięskim 2:0 wyjazdowym meczu ze Sportistem Swoge. W 2011 roku zdobył z CSKA Puchar Bułgarii.
W 2015 roku Popow przeszedł do CSU Krajowa.
| Sezon   | Klub               | Kraj     | Rozgrywki | Mecze | Bramki |
| ------- | ------------------ | -------- | --------- | ----- | ------ |
| 2003/04 | Spartak Płowdiw    | Bułgaria | C PFG     | ?     | ?      |
| 2004/05 | Spartak Płowdiw    | Bułgaria | C PFG     | ?     | ?      |
| 2005/06 | Belite orli Plewen | Bułgaria | B PFG     | 22    | 0      |
| 2006/07 | Belite orli Plewen | Bułgaria | B PFG     | 13    | 0      |
| 2006/07 | PFK Chaskowo       | Bułgaria | B PFG     | 9     | 0      |
| 2006/07 | PFK Chaskowo       | Bułgaria | B PFG     | 9     | 0      |
| 2007/08 | PFK Chaskowo       | Bułgaria | B PFG     | 13    | 1      |
| 2007/08 | Botew Płowdiw      | Bułgaria | A PFG     | 15    | 0      |
| 2008/09 | Botew Płowdiw      | Bułgaria | A PFG     | 25    | 1      |
| 2009/10 | CSKA Sofia         | Bułgaria | A PFG     | 13    | 1      |
| 2010/11 | CSKA Sofia         | Bułgaria | A PFG     | 20    | 2      |
| 2011/12 | CSKA Sofia         | Bułgaria | A PFG     | 6     | 0      |
| 2012/13 | CSKA Sofia         | Bułgaria | A PFG     | 26    | 0      |
| 2013/14 | CSKA Sofia         | Bułgaria | A PFG     | 33    | 1      |
| 2014/15 | CSKA Sofia         | Bułgaria | A PFG     | 18    | 0      |
| 2015/16 | CSU Krajowa        | Rumunia  | Liga I    |       |        |

## Kariera reprezentacyjna
W reprezentacji Bułgarii Popow zadebiutował 11 sierpnia 2011 w przegranym 0:1 towarzyskim spotkaniu z Białorusią, rozegranym w Mińsku.